# Tilly Perin-Bouwmeester
Margaretha Louise Johanna de Boer (Nieuwer-Amstel, 11 maart 1893 - Amsterdam, 17 december 1984) was een Nederlands actrice. Zij was een dochter van de acteur Louis Bouwmeester senior en Grietje de Boer. Omdat haar ouders niet getrouwd waren kreeg ze de familienaam van haar moeder. Ze werkte echter altijd onder de naam Bouwmeester. Na haar huwelijk met Pierre Perin (in 1928) werkte zij altijd onder de naam Tilly Perin-Bouwmeester.
Tilly Bouwmeester was aanvankelijk onderwijzeres, maar maakte in 1916 haar overstap naar het toneel. Voor een telg uit het acteursgeslacht Bouwmeester heeft ze relatief weinig op de planken gestaan. Ze werkte in cabaretgezelschappen, maakte tournees door Japan en China en runde met haar echtgenoot enige tijd een bioscoop in Nederlands-Indië.
In 1938 was zij te horen als de boze koningin in de Walt Disney-klassieker Sneeuwwitje en de zeven dwergen (1937).
Na de oorlog werd het gebouw "Salvatori", het gebouw  aan de Amstel in Amsterdam dat tussen 1908 en ±1935 gebruikt werd als  vergaderzaal en voor bijeenkomsten, door het echtpaar Perin-Bouwmeester omgebouwd tot theater. In 1947 openden beiden het onder de naam De Kleine Komedie. Hier gingen zij zelf ook optreden, zoals in de klucht "Potasch en Perlemoer", samen met Johan Kaart en Johan Boskamp. Ook andere bekende artiesten als Wim Kan, Toon Hermans en Fons Jansen hebben in dit theater opgetreden.
Na de dood van haar echtgenoot speelde ze niet meer in het theater. Wel was ze toen nog regelmatig op televisie te zien. Ze speelde in series als De kleine waarheid en Boerin in Frankrijk en films als Kort Amerikaans en Het teken van het beest.
Tot haar bekendste televisierollen behoort die van Tante Dora in Dagboek van een herdershond.
Tilly Perin-Bouwmeester overleed op 91-jarige leeftijd in Amsterdam. Ze werd begraven op de Amsterdamse begraafplaats Zorgvlied in het graf van haar man, dat inmiddels is geruimd.